# Quadratus lumborum

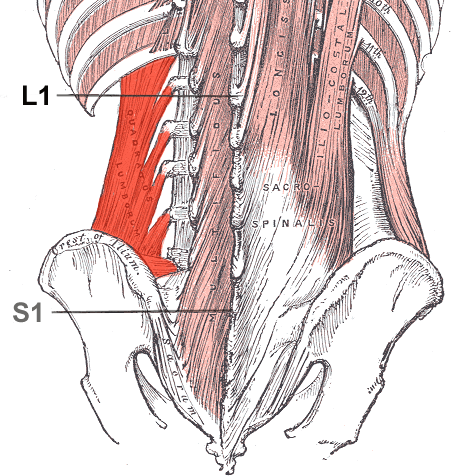
Quadratus Lumborum.

Quadratus Lumborum är en muskel som är oregelbunden och rektangulär i formen, och bredare nedtill än upptill. Muskeln kallas även för kvadratiska ländryggsmuskeln eller fyrkantiga ländryggsmuskeln.

## Ursprung och infästningar
Quadratus Lumborum har sitt ursprung på Crista Iliaca, lateralt om Erector spinaes ursprung och fäster på Proc. Costarius L1-L5 samt på Costae 12.

## Funktion
Huvudfunktioner för muskeln är: 
- Elevation av Pelvis
- Lateralflexion av bålen 
Andra funktioner är: 
- Extension av bålen 

## Symptom
Quadratus Lumborum, är en vanlig orsak till smärta i nedre ryggen. Eftersom Quadratus Lumborum förbinder bäckenet med ryggraden och följaktligen kan förlänga den nedre delen av ryggen, när den nedre fibrerna i Erector spinae är svaga eller hämmas ( som de ofta är när det gäller vanlig sittande datorarbete och / eller vid användning av ett lägre ryggstöd på en stol). Med tanke på deras motsvarande mekaniska nackdel, kan konstant hopkrupet sittande överanstränga Quadratus Lumborum, vilket leder till muskeltrötthet. En ständigt spänd Quadratus Lumborum, kommer att uppleva minskad blodtillförsel, precis som alla andra muskler, och med tiden blir muskler och fascia sammanpressade och det leder slutligen till muskelkramp.
Detta händelseförlopp kan vara och påskyndas ofta av kyfos som alltid åtföljs av rundade skuldror som båda lägger större tonvikt vid Quadratus Lumborum genom att flytta kroppsvikten framåt, tvingar Erector spinae, Quadratus Lumborum, multifidi, och i synnerhet levator scapulae att arbeta hårdare i både sittande och stående ställning för att bibehålla en upprätt bål och hals. Upplevelsen av att det ömmar eller av välbehag hos en patient vid tryck på Quadratus Lumborum vittnar om ett sådant tillstånd. 
Även stretching och träning av Quadratus Lumborum rekommenderas för behandling av ensidig smärta i nedre ryggen. Värme / is behandling samt massage och andra Myofascial behandlingar bör betraktas som del av ett omfattande rehabiliteringsprogram.